# Brilho labial
Brilho labial (Lip gloss, em inglês) é um produto cosmético utilizado principalmente para dar brilho aos lábios e, por vezes, cor sutil. É comumente encontrado em forma líquida ou sólida (não deve ser confundido com bálsamo labial, que geralmente tem efeitos medicinais). Pode ser em tons claros, translúcidos, opacos, foscos, brilhantes ou metálicos.
[carece de fontes?]

## História
Muito antes do gloss moderno, civilizações antigas já experimentavam formas de adornar os lábios. Na Mesopotâmia e no Antigo Egito, por exemplo, mulheres utilizavam pigmentos naturais extraídos de insetos ou plantas, misturados com substâncias cerosas e óleos, para dar cor e um leve lustro aos lábios. O objetivo era tanto a beleza quanto a demarcação de status. Na Grécia Antiga, embora a maquiagem fosse usada de forma mais sutil, havia o uso de extratos vegetais para um brilho discreto. Durante a Idade Média, o uso de cosméticos para os lábios se tornou menos comum em algumas regiões devido a restrições sociais e religiosas, mas nunca desapareceu completamente, especialmente entre a nobreza, que ainda usava pigmentos escuros para demarcar sua posição. 
O verdadeiro ponto de virada para o brilho labial ocorreu no século XX, impulsionado pela efervescente indústria cinematográfica. Em 1932, o visionário maquiador e empresário Max Factor criou o que é considerado o primeiro gloss labial comercial: o "X-Rated".Factor desenvolveu esse produto especificamente para as atrizes de Hollywood da era do cinema em preto e branco. Os batons da época frequentemente pareciam opacos e sem vida nas telas monocromáticas. O objetivo era simples, mas revolucionário: "dar um brilho intenso e duradouro aos lábios, fazendo-os parecer mais volumosos, definidos e vibrantes para as câmeras". A fórmula inicial visava principalmente o lustro e a aderência na pele, diferente das versões posteriores que adicionariam propriedades hidratantes como óleos e ceras.

## Evolução e Popularização
Rapidamente, o apelo do gloss transcendeu os estúdios de cinema. O público em geral se apaixonou pelo efeito de lábios brilhantes e volumosos, e o produto se tornou um item essencial nas maquiagens femininas. Ao longo das décadas seguintes, o gloss labial evoluiu. Nos anos 1970, marcas como a Bonne Bell popularizaram os glosses com sabores e aromas, tornando-os um item divertido e acessível para adolescentes. No início dos anos 2000, o brilho labial teve um ressurgimento massivo, com fórmulas super brilhantes e até cintilantes dominando as tendências de maquiagem.
[carece de fontes?]

## Tendências e composição
Os batons são cosméticos amplamente utilizados para embelezar, colorir e hidratar os lábios, contribuindo para a elevação da autoestima. Com a crescente demanda por produtos de  origem  natural,  os  batons  formulados  com  insumos  vegetais  têm  ganhado  destaque, refletindo uma tendência global de consumo consciente. Este estudo objetivou apresentar uma base  teórica  sobre  as  principais  tendências  de  mercado  e  propor  a  formulação  de  um  batom líquido,  priorizando  o  uso  de  ingredientes  de  origem  vegetal.  A  amostra  foi  desenvolvida utilizando  os  seguintes  componentes:  vitamina  E  oleosa,  cera  de  abelha,  cera  de  carnaúba, manteiga  de  cacau,  óleo  de  coco,  óleo  de  rícino,  hidroxitolueno  butilado,  propilparabeno, essência de framboesa e corante em pó vermelho lipossolúvel. As propriedades do batom, como aspecto, brilho, intensidade de cor, transferência e textura, foram avaliadas para caracterização inicial  do  produto.  As  embalagens  escolhidas  demonstraram  ser  atrativas  e  práticas.  Os resultados indicaram que o batom líquido apresentou homogeneidade, brilho uniforme e odor agradável. No entanto, foram identificadas oportunidades de melhoria que podem influenciar a qualidade  e  a  durabilidade  do  produto  nos  lábios.  Estudos  futuros  são  recomendados  para  a otimização da formulação, assim como a exploração de novos insumos naturais para inovação contínua. 

O  mercado  de  cosméticos  no  Brasil  se  destaca  mundialmente,  e  o  brilho labial  ocupa  uma posição importante dentro desse segmento. A valorização da estética e do cuidado pessoal tem impulsionado  a  expansão  da  área  cosmética.  Segundo  dados  da  Associação  Brasileira  daIndústria de Higiene Pessoal, Perfumaria e Cosméticos (ABIHPEC), o setor tem apresentado um  crescimento  significativo,  o  que  tem  estimulado  o  desenvolvimento  de  novos  produtos. Dentro dessa perspectiva, é possível observar que, nas últimas décadas, as fórmulas cosméticas evoluíram consideravelmente, tornando produtos para maquiagem importantes coadjuvantes no embelezamento, cuidado e proteção da pele e seus anexos (TESSARO; MASCARO; ISAAC, 2023; ABIHPEC, 2024). Nesse contexto, os batons são itens de maquiagem que satisfazem desejos psicológicos, associados à juventude e à beleza. São produtos destinados à aplicação sobre os lábios com a finalidade  de  conferir  cor  e  realçá-los.  Além  disso,  definem  o  formato  e  volume,  mascaram imperfeições e protegem contra condições ambientais adversas. Pode-se dizer que os batons são produtos cosméticos amplamente utilizados para embelezar, colorir e hidratar os lábios. Como maquiagem,  os  lip gloss  podem  ser  utilizados  para  elevar  a autoestima. Outra tendência reportada no mercado brasileiro de gloss é a disponibilidade de uma grande variedade de cores para atender aos diferentes tons de pele. Essa abordagem reflete  a diversidade  étnica  do  Brasil  e  a  necessidade  de  produtos  compatíveis  com  todos os  tipos  de beleza.  Há  também  uma  crescente preocupação com a sustentabilidade e o uso de ingredientes naturais. Consumidores estão cada vez mais buscando produtos que não apenas embelezam, mas que também sejam seguros para a  saúde  e  amigáveis  ao  meio  ambiente.  Batons  formulados  com  derivados  de  plantas  estão ganhando espaço, acompanhando um direcionamento global de consumo consciente (JORGE et al., 2021; KAUSHIK et al., 2023; SOUZA; RIBEIRO, 2023). Brilhos labiais  são  dispersões  de  corantes  e  pigmentos  em  uma base  adequada  de  ceras  e gorduras, usados para conferir coloração atraente aos lábios, acentuando os pontos favoráveis e dissimulando as imperfeições. Eles abrangem uma diversa gama de apresentações, incluindo as  formas  em  barra,  que  são  as  mais  tradicionais,  e  as  fluidas,  como  o  brilho  labial.  Embora todas  essas  apresentações  tenham  propostas  semelhantes,  elas  diferem  na  composição,  nas técnicas de produção e na transferência da cor, adaptando-se às preferências e necessidades dos consumidores.  Os  avanços tecnológicos,  a  otimização  das  formulações  e  o  desenvolvimento  de  novas  matérias-primas melhoraram a funcionalidade e a qualidade dos batons, permitindo aos consumidores escolher, entre  uma  grande  variedade  de produtos,  aqueles  que  mais  atendam  às  suas  expectativas. 